# Mokrice Miholečke
Mokrice Miholečke es una localidad de Croacia en el municipio de Sveti Petar Orehovec, condado de Koprivnica-Križevci.

## Geografía
Se encuentra a una altitud de 154 m s. n. m. a 58 km de la capital nacional; Zagreb.

## Demografía
Según el censo realizado en el 2011 el total de población de la localidad fue de 154 habitantes.
| Gráfica de población de Mokrice Miholečke 1857-2011                 |
|                                                                     |
| Según los censos de población de la oficina estadística de Croacia. |